# حصار تاغانروغ
حصار تاغانروغ (بالروسية: Осада Таганрога، وبالإنجليزية: Siege of Taganrog) هو اسم تطلقه بعض المصادر التاريخية الروسية على العمليات العسكرية البحرية التي قام بها الأسطولان الإنجليزي والفرنسي إبان حرب القرم في القسم الشمالي الشرقي من بحر آزوف في الفترة من يونيو إلى أكتوبر 1855، وذلك بهدف تدمير خطوط الإمداد للجيش الروسي الرئيسي عبر بحر آزوف.
كانت مدينة تاغانروغ واحدة من المراكز اللوجستية المهمة للجيش الروسي، وقد هاجمها الإنجليز والفرنسيون في 3 يونيو ودمروها، في امتداد لسلسلة من الهجمات الرامية إلى تدمير قواعد الإمداد الروسية في المنطقة، والتي تعذر إنجازها في روستوف-نا-دونو لاستحالة الوصول إليها لضحالة المياه المحيطة بها بما يجعل وصول أي سفينة حربية إليها أمرًا مستحيلًا.

## معرض صور

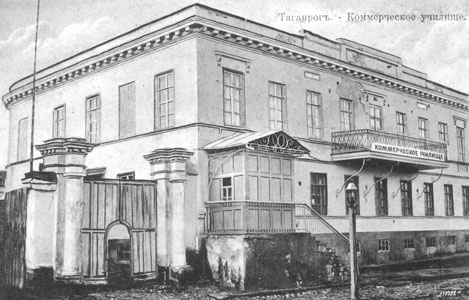
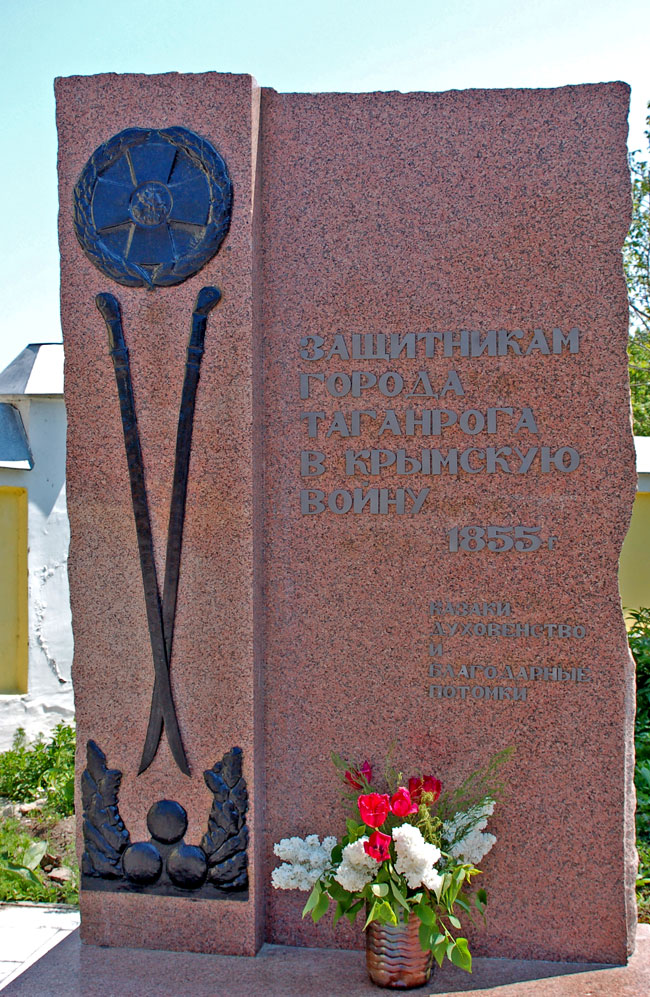
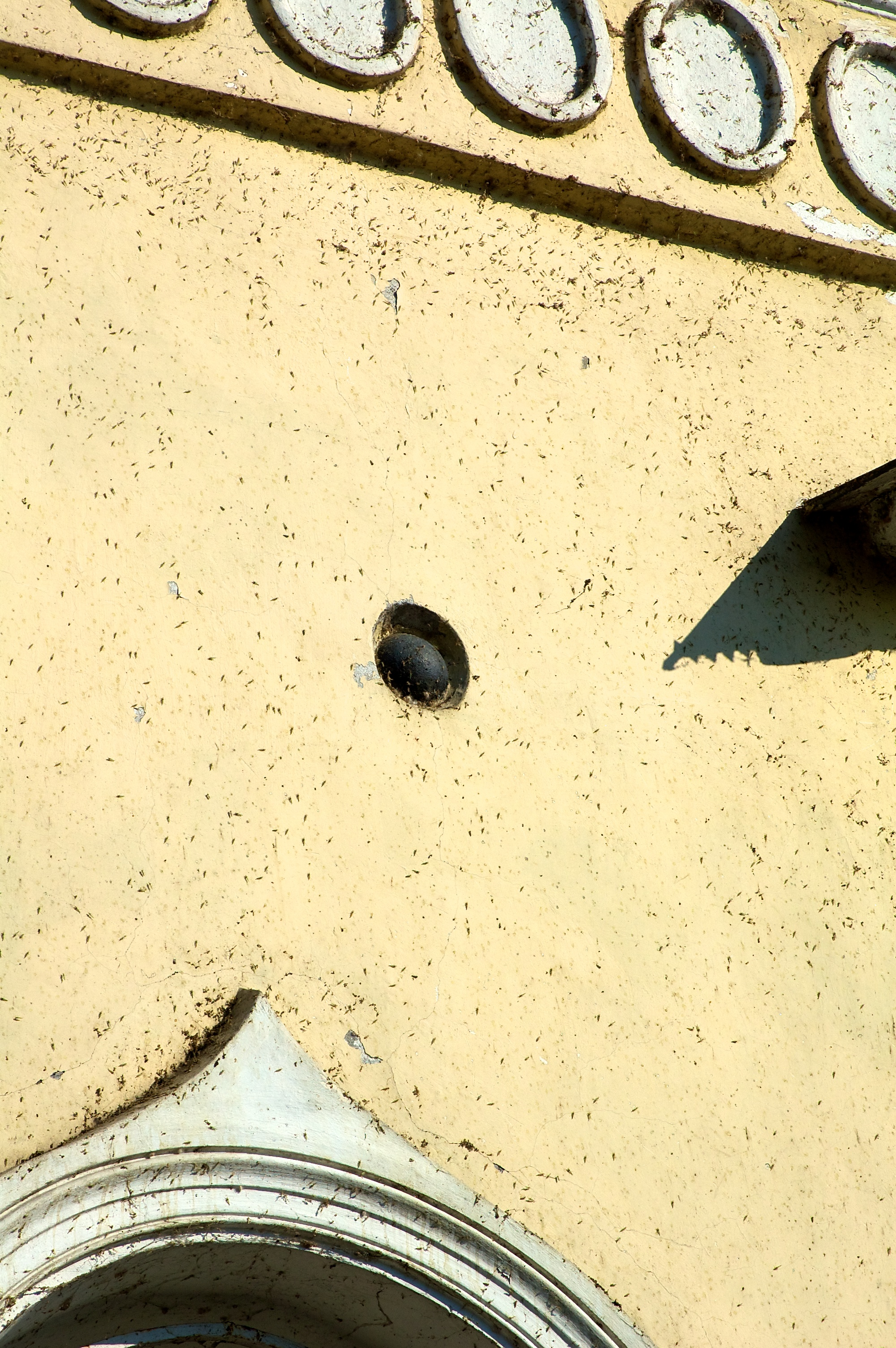
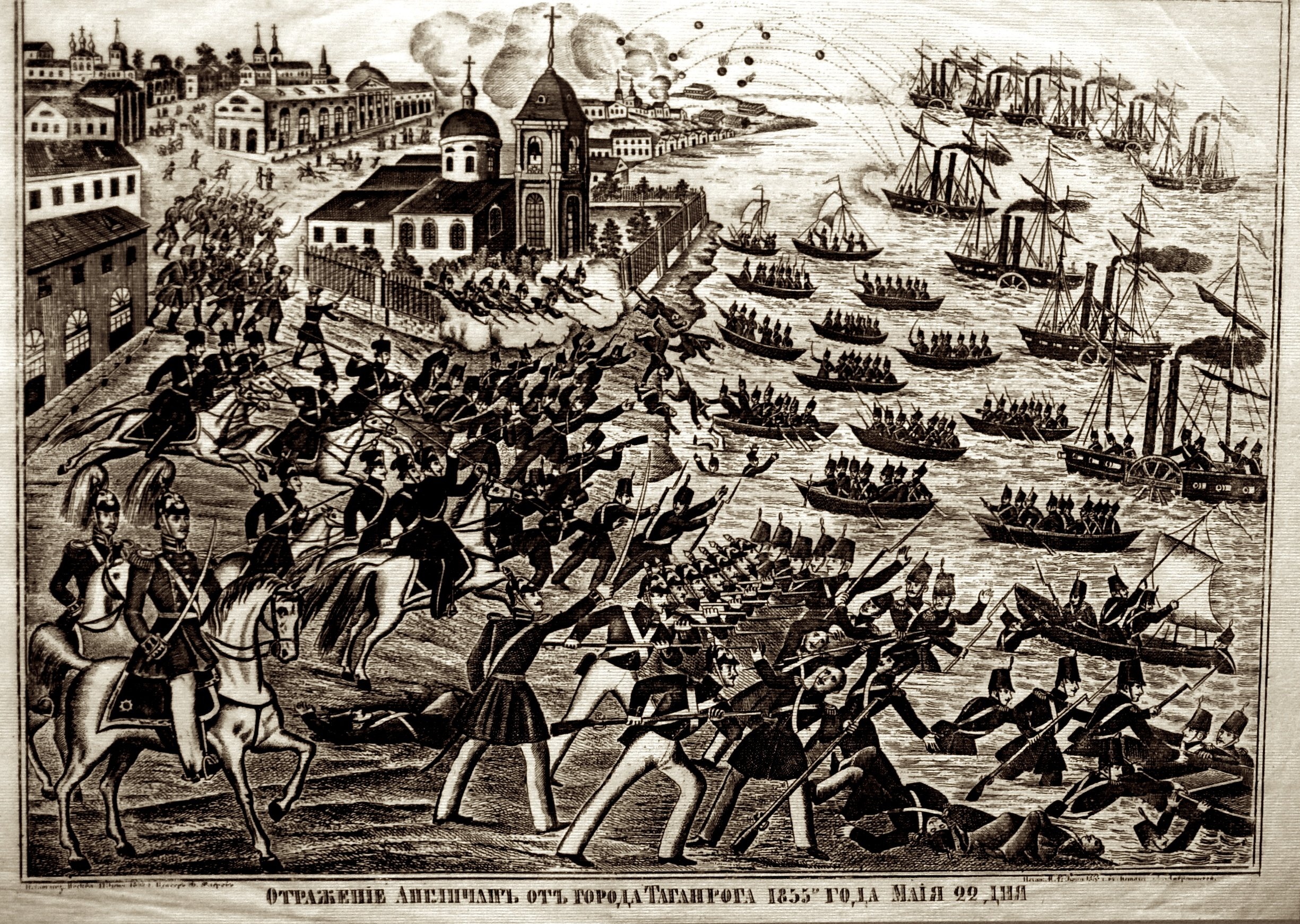
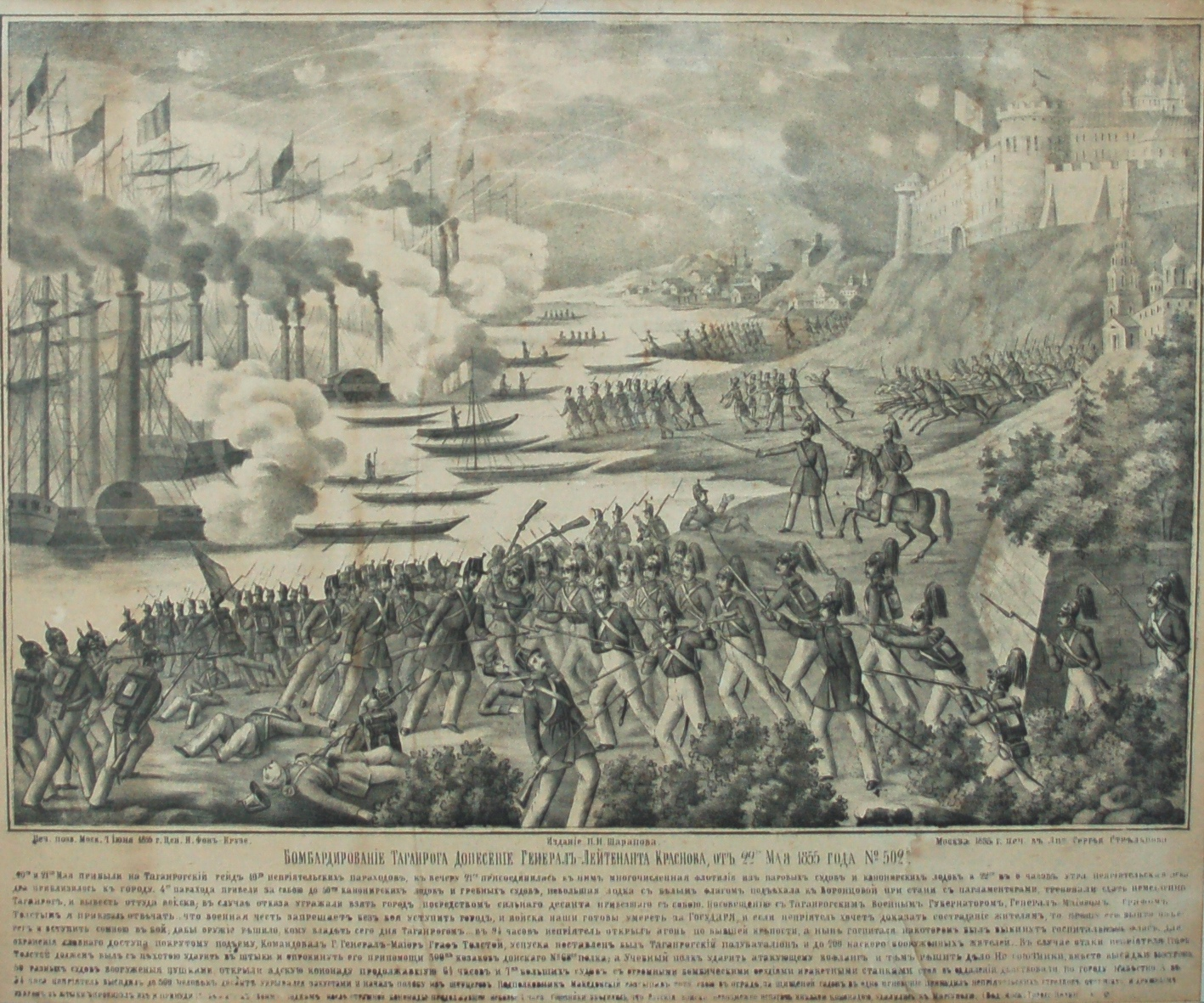
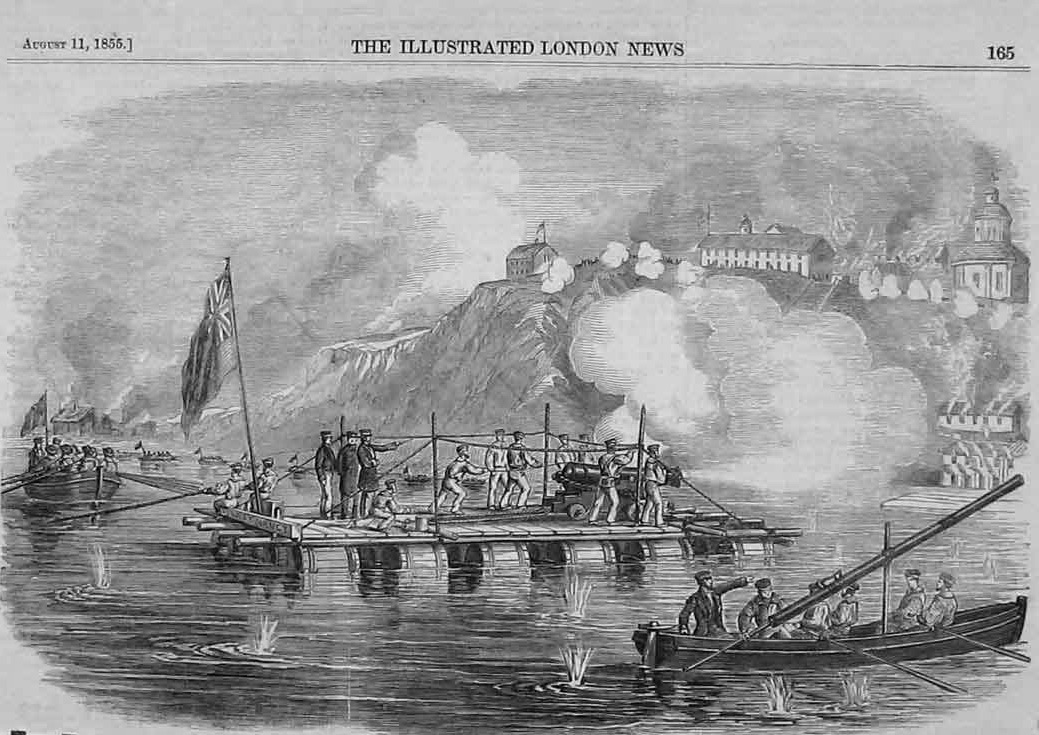